# انتخابات سرتاسری اتیوپی (۲۰۲۱)
انتخابات سرتاسری اتیوپی (انگلیسی: 2021 Ethiopian general election) قرار بود در ۲۹ اوت ۲۰۲۰ به منظور انتخاب اعضای منتخب نمایندگان مجلس ملی برگزار شود، اما ظاهراً به دلیل دنیاگیری کووید- ۱۹ به تأخیر افتاد. همچنین قرار بود انتخابات شورای مناطق و شوراهای شهر به‌طور همزمان در سراسر کشور برگزار شود. در ماه مه در نشست نمایندگان مجلس، نمایندگان انتخابات را به ۲۰۲۱ موکول کردند. در دسامبر ۲۰۲۰ هیئت برگزاری انتخابات اتیوپی جلسه بررسی انتخابات را به ۵ ژوئن ۲۰۲۱ موکول کرد. متعاقباً برگزاری این انتخابات به ۲۱ ژوئن به تعویق افتاد. این اولین انتخابات چند حزبی است که در تاریخ اتیوپی برگزار می‌شود.
حزب جبهه انقلاب دموکراتیک خلق اتیوپی به همراه سه حزب از چهار حزبی که از اعضای ائتلاف سیاسی حاکم هستند از زمان سرنگونی رژیم قبلی در ۱۹۹۱ بر سیاست‌های اتیوپی سلطه دارند که شامل حزب دموکراتیک آمهارا (حزب دموکراتیک)، حزب دموکراتیک اورومو (ODP) و جنبش دموکراتیک خلق‌های جنوب اتیوپی (SEPDM) که این حزب در تاریخ اول دسامبر ۲۰۱۹ منحل شد و در نتیجه اکثر احزاب عضو آن در حزب رفاه ادغام شدند، و در این میان نقش (EPRDF) به عنوان حزب حاکم شناخته شد. آخرین رهبر EPRDF، نخست‌وزیر ابی احمد، اولین رهبر حزب جدید بود.
به دنبال سرکوب دولت که پس از ترور هاچالو هوندسا صورت گرفت، بکله گربا و جاوار محمد به عنوان متهم دستگیر شدند و ۳ ماه پس از دستگیری، دولت آنها را به تروریسم متهم کرد، آنها صریحاً این اتهام را رد کردند و ادعا کردند که آنها صرفاً به دلایل سیاسی در زندان هستند. هر دو فرد دستگیر شده عضو کنگره فدرالیست اورومو (OFC) می‌باشند.